# Sidrería

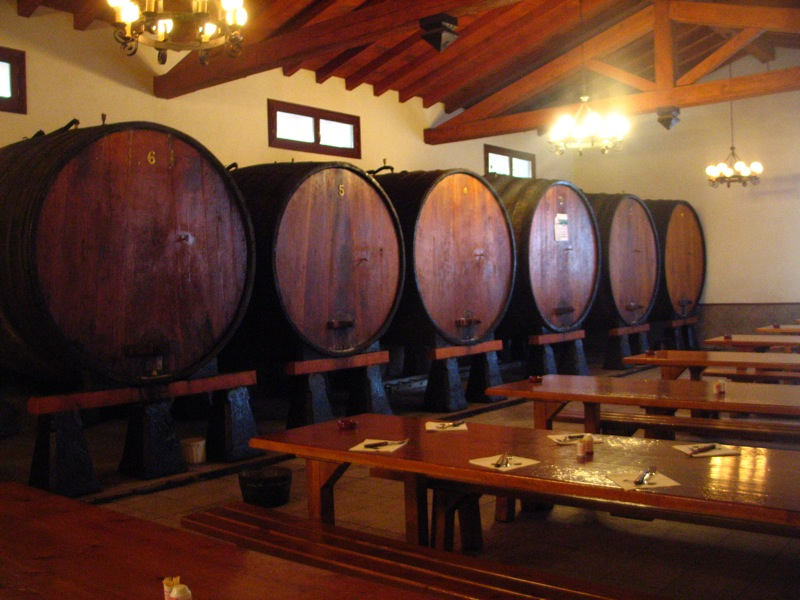
Sidrería de Astigarraga (Guipúzcoa, País Vasco).

Sidrería es la denominación que reciben por antonomasia los establecimientos de consumo de sidra, muy populares en el norte de España, particularmente en Asturias —donde también se denominan chigres— y el País Vasco.

## Asturias
En Asturias el consumo de sidra se asocia a la cultura de ocio, habiéndose modificado grandemente los hábitos de consumo en los últimos años. Las tradicionales sidrerías con serrín en el suelo han dado paso a establecimientos con las mejores condiciones, si bien un poco desnaturalizados en algunos casos. Debido a la forma tradicional de escanciar la sidra en Asturias, los locales tienen sitios habilitados para escanciar encima y no derramar líquido por el suelo, o más recientemente escanciadores mecánicos. Existen varias zonas de sidrerías en las principales ciudades asturianas, como Gascona en Oviedo, Cimadevilla en Gijón y Sabugo en Avilés, además de cientos de locales en el resto de comarcas de Asturias.

## País Vasco
La tradición vasca demanda que los catadores de sidra interesados en su compra llevaran comida a la sidrería para realizar la cata y comer algo, lo que más adelante se convirtió en un establecimiento donde se degustaba y se comía. Hoy en día esa tradición se mantiene, aunque las sidrerías han adoptado un talante comercial más cercano a un restaurante con su propio menú. El menú en las sidrerías consta de un primer plato que suele ser tortilla de bacalao o de bacalao con pimientos; de segundo plato suele haber chuleta de buey acompañado de ensaladas y de postre queso (normalmente queso Idiazábal), membrillo y nueces. Todo esto siempre acompañado por la sidra. Sin embargo, en varias sidrerías en vez de cocinarse las propias chuletas del establecimiento, se pueden seguir llevando chuletones para que las hagan a la parrilla en el establecimiento.

## Madrid
Tras Asturias y País Vasco, la Comunidad de Madrid se sitúa como la tercera comunidad de España en consumo de sidra y la segunda comunidad en número de sidrerías abiertas al público. Esta comunidad dispone de una importante Asociación de Amigos de la Sidra y el Buen Yantar que en 2015 organizó la mayor ruta de sidras en la región en la que se consumieron más de 25 000 litros de sidra con la participación de más de 50 sidrerías, así como el Primer Campeonato de Escanciadores de sidra de Madrid.